# Komarivka
Komarivka (ucraniano: Комарівка; también Kamarovka) es una localidad en el Óblast de Odesa del este de Ucrania.

## Historia
Komarivka fue fundada como Kassel en 1810. Es parte del área de Bergdorf, Glückstal, Kassel, Neudorf cerca de Odesa en Ucrania, que fue asignada por el gobierno de Rusia para algunos alemanes inmigrantes de algunas partes de Alemania/Hungría entre 1808 y 1810. Los inmigrantes que fundaron Kassel eran en su totalidad protestantes, la mayoría evangélicos. Alejandro I de Rusia alentó la inmigración de muchos países hacia áreas ucranianas alrededor del Mar Negro, adquiridos del Imperio Otomano en 1804. Los alemanes estaban huyendo de la ocupación del sudeste de Alemania por los ejércitos de Napoleón Bonaparte (hasta su derrota en Waterloo en 1815). 
A pesar de que los rusos desalentaron la práctica de cualquier otra religión que no sea la Ortodoxa Rusa (la iglesia oficial de Rusia), Alejandro I permitió la libertad de religión y otros privilegios especiales, tales como autononía local y desgravación fiscal temporal a los inmigrantes alemanes. 
En 1871, Alejandro II de Rusia revocó algunos de los privilegios especiales (incluyendo la excepción del servicio militar) originalmente dados a los inmigrantes alemanes dados por Alejandro I, y luego de poco tiempo, muchos de ellos empezaron a migrar a los Estados Unidos, especialmente a las Dakotas.